# 八达岭高速公路
40°11′12″N 116°14′09″E / 40.1866884°N 116.235704°E
八达岭高速公路是连接北京市区和著名风景旅游胜地长城八达岭地区的高速公路，北京市民惯称“八高儿”。这条高速公路在延庆开始称为京张高速公路。是国家高速公路网中 京藏高速的路段，原属国道主干线丹拉高速公路（G025）线組成部分。
八达岭高速公路的主要路线为起自北京马甸，经昌平、八达岭地区至延庆。全线限制时速最大100公里，山区地带限速到60公里，是一条收费公路。
八达岭高速公路自1996年开始建设，其中马甸至昌平段31.2公里于1996年11月14日通车，昌平西关环岛经八达岭至延庆西拨子段1998年11月9日通车，西拨子至康庄段以及营城子至延庆联络线2001年9月8日通车。原有的京张公路（1982年改线前）马甸至营城子段现为G6辅路。
2010年4月，按照《国家高速公路网命名和编号规则》，八达岭高速改挂“G6京藏高速”路标。

## 沿线重要交汇点

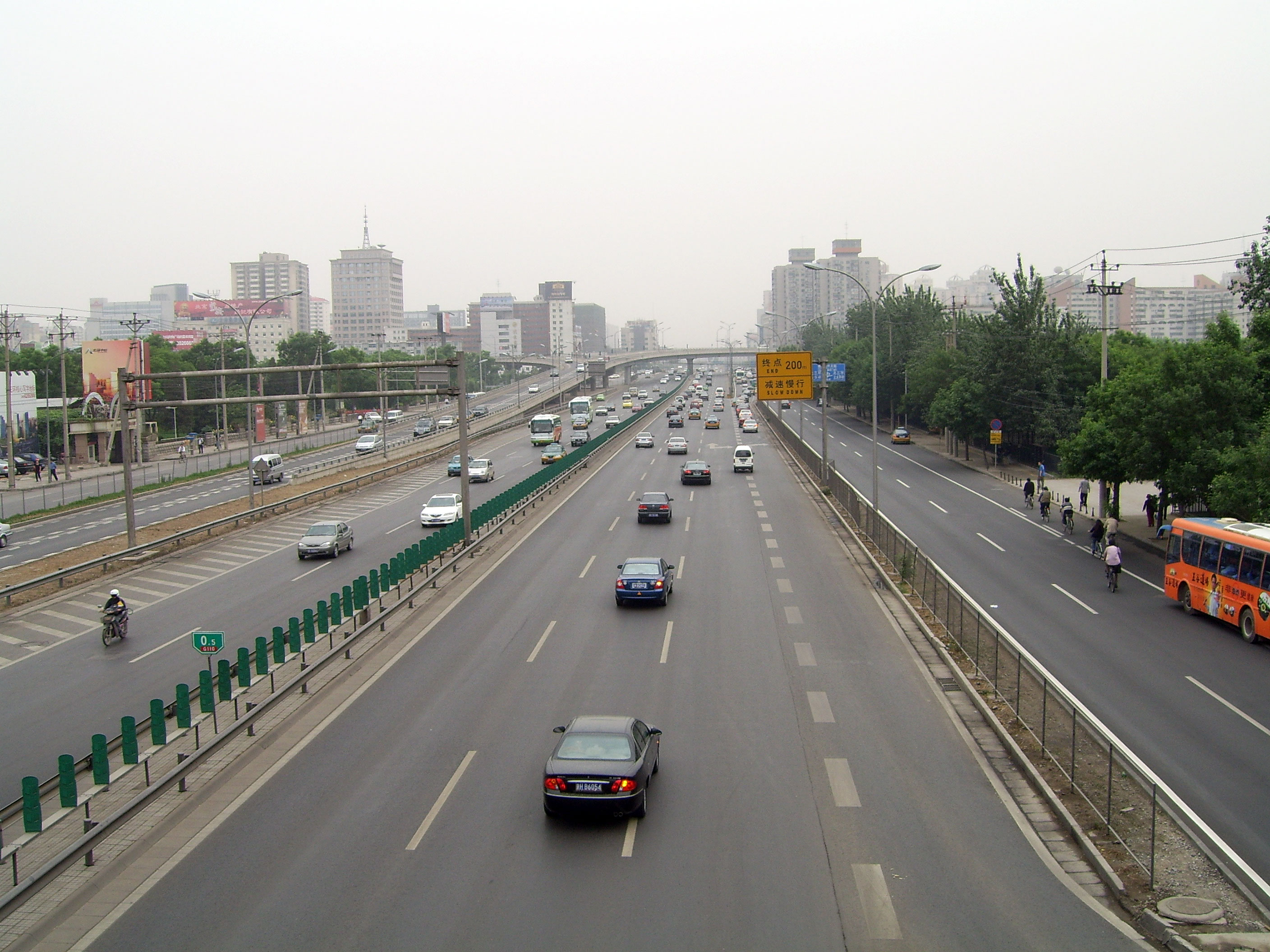
八达岭高速的马甸起点

- 北京三环路 : 马甸桥
- 北京四环路 : 健翔桥
- 北京五环路 : 上清桥
- 北京六环路 : 百葛桥
- 延庆支线 : 营城子

## 沿线设施列表

### 标记释义
- 〒 = 互通出入口; ＃ = 枢纽立交; ￥ = 主线收费站; Ｓ = 服务区;
- ↓ = 下行方向; ↑ = 上行方向; × = 不具备;
- ↘ = 下行出口; ↙ = 下行入口; ↗ = 上行出口; ↖ = 上行入口;

### 北京段
- ＃ : 马甸桥 (北京三环路)
- ＃ : 健翔桥 (北京四环路)
- ￥↓ ￥↑ : 清河主线收费站

注：下  行   ||   上  行
出口|入口||出口|入口
- ＃↘ ＃↙ ＃↗ ＃↖ : 上清 (北京五环路)
- 〒↘ ×× ×× 〒↖ : 清河北
- 〒↘ ×× ×× 〒↖ : 西三旗
- ×× 〒↙ 〒↗ ×× : 西三旗北
- 〒↘ ×× ×× 〒↖ : 回龙观
- 〒↘ 〒↙ 〒↗ 〒↖ : 北安河
- 〒↘ ×× ×× 〒↖ : 沙河
- 〒↘ 〒↙ 〒↗ 〒↖ : 小汤山
- ＃↘ ＃↙ ＃↗ ＃↖ : 百葛 (北京六环路)
- Ｓ↓ Ｓ↑ : 百葛服务区
- 〒↘ ×× ×× 〒↖ : 科技园
- 〒↘ ×× ×× 〒↖ : 昌平南环
- 〒↘ ×× ×× 〒↖ : 昌平西关
- ×× 〒↙ 〒↗ ×× : 昌平西关西
- 〒↘ ×× ×× 〒↖ : 陈庄
- ×× 〒↙ 〒↗ ×× : 南口
- ×× ×× ×× 〒↖ : 南站村
- 〒↘ 〒↙ ×× ×× : 居庸关
- 〒↘ ×× ×× ×× : 水关
- 〒↘ 〒↙ ×× ×× : 岔道城
- 〒↘ ×× ×× 〒↖ : 八达岭长城
- 〒↘ 〒↙ 〒↗ 〒↖ : 营城子 (延庆支线)
- 〒↘ 〒↙ 〒↗ 〒↖ : 康庄
- ￥↓ ×× : 康庄主线收费站